# Microcaecilia albiceps
Microcaecilia albiceps é uma espécie de anfíbio gimnofiono da família Caeciliidae. Está presente na Colômbia e no Equador.